# Mario Escalera
Mario Escalera (* um 1950 in Kuba; † 1. Dezember 2017) war ein US-amerikanischer Jazzmusiker (Tenorsaxophon, Klarinette, Flöte, Komposition), Bandleader und Musikpädagoge, der in der New Yorker Musikszene aktiv war.

## Leben und Wirken
Mario Escalera emigrierte zunächst nach Puerto Rico und kam schließlich über Kanada in die Vereinigten Staaten. Den Bachelor erwarb er am Empire State College und Excelsior College, anschließend den Masterabschluss in Musikpädagogik an der Columbia University. Unterricht in Komposition und Arrangement hatte er bei Manny Albam, in Improvisation bei Kenny Dorham und Bobby Capers, sowie in Flötenspiel bei Paul Dobler und Marty Barto.
Er war als Musiker ab den 1970er-Jahren in der Jazzszene New Yorks aktiv und war Mitglied der Musikergewerkschaft Local 802. Im Laufe seiner Karriere spielte er im Jazzcombos und Bigbands, 1976–81 in Jaki Byards Apollo Sompers, 1978 bei Ray Draper, in den folgenden Jahren im Contemporary Composer’s Orchestra (1982–84), bei Doc Wheeler (1985–87) und 1991–93 im Nancy Bank Orchestra; außerdem arbeitete er als musikalischer Leiter für Screamin’ Jay Hawkins und Leiter der New Muse Big Band. Von 1990 bis 2001 leitete er das Bronx River Jazz Orchestra. Unter eigenem Namen legte Escalera mehrere Alben vor, Didn’t Know (2003), Blue Mondays, Goodbye Pork-Pie Hat (1981, u. a. mit Oliver Beener, Clifford Adams, Bob Neloms, Reggie Workman, Art Jenkins) und Ballads, Boleros & Blues Vol. 1/2 (1990), mit Onaje Allan Gumbs, Phil Bowler und Wade Barnes; letztere beide erhielten eine positive Besprechung in All About Jazz, in der Escaleras kompositorische Fähigkeiten und sein gefühlvolles Spiel hervorgehoben wurden.
Als Mitglied des Brooklyn Repertory Ensemble war Escalera 2006 am Album Pragmatic Optimism beteiligt, u. a. mit James Zollar, Vincent Chancey, Kiane Zawadi, Ratzo Harris und Wade Barnes. 2007 legte er mit dem The Blues River Jazz Orchestra ein gleichnamiges Album vor, mit Eigenkompositionen und Jazzstandards wie „If I Should Lose You“ und „My Foolish Heart“. Im Bereich des Jazz war er zwischen 2000 und 2006 an sieben Aufnahmesessions beteiligt. Er unterrichtete an New Yorker Einrichtungen (darunter Museen) ab 1978, darunter als Adjunct Professor 1982–84 am Manhattan Community College und 1987–97 am Brooklyn Conservatory of Music, zuletzt Improvisation und Holzblasinstrumente am New School Jazz & Contemporary Music Degree Program.

## Diskographische Hinweise
- Blues River Jazz Orchestra (Phoenix Records, 2007), mit James Zollar, Richard Clements, Bob Cunningham, Jimmy Vass, Alan „Chip“ White